# 10,000 BC
10,000 BC är en amerikansk episk äventyrsfilm från 2008, i regi av Roland Emmerich. Huvudrollerna spelas av Steven Strait och Camilla Belle. Filmen utspelar sig i förhistorisk tid.

## Rollista
| Steven Strait   | – D'Leh      |
| Camilla Belle   | – Evolet     |
| Cliff Curtis    | – Tic'Tic    |
| Joel Virgel     | – Nakudu     |
| Affif Ben Badra | – Krigsherre |
| Mo Zinal        | – Ka'ren     |

## Om filmen
Filmen är regisserad av Roland Emmerich, som tidigare gjort bland annat Independence Day, Godzilla och The Day After Tomorrow. Harald Kloser, bland annat känd som kompositör till AVP: Alien Vs. Predator, står i denna film för både manus och filmmusik. Filmen har fått ett svalt mottagande hos kritikerna.